# Fronteira Burquina Fasso–Níger
A fronteira entre Burquina Fasso e Níger, é uma linha de 628 km de extensão, sentido norte-sul, que separa o sudoeste do Níger do leste de Burquina Fasso. Segue paralela ao rio Níger que lhe passa ao leste, rio que passa por Niamei, capital do Níger. No norte forma tríplice fronteira com o Mali, para o sul passa próxima a Gorom-Gorom (Burquina Fasso) e chega até o ponto fronteiriço triplo com o noroeste do Benim.
Separa as regiões burquinesas do leste, Sahel e Este, da região nigerina de Tillabéri (aí fica a capital, Niamei). Parte de seu traçado ainda apresentava indefinições a até o primeiro semestre de 2007, tendo o assunto sido levado à Corte Internacional de Justiça de Haia pelos presidentes de ambas nações, os quais de reuniram em Uagadugu em março desse ano.
Ambas nações foram colônias francesas desde o século XIX, últimas décadas, até suas independências durante o movimento libertador da África Ocidental na passagem dos anos 50 para os anos 60.
1. ↑  "Burkina Faso-République du Niger : « Il y a quelques difficultés à la frontière »", Journal lefaso.net, 16 mars 2007
2. ↑  Almanaque Abril - Mundo - 2006.